# Monasterio de San Isidro (Dueñas)
El Real monasterio de San Isidoro o San Isidro, situado en la localidad de San Isidro de Dueñas (Palencia), conocido popularmente como «La Trapa», es actualmente un monasterio trapense (desde 1891). Sus orígenes se remontan, según algunos expertos, al siglo VII, aunque se vería afectado por la invasión musulmana, siendo restaurada la vida monástica por Alfonso III durante la Reconquista en el último tercio del siglo IX como un cenobio benedictino, convirtiéndose en el primer priorato cluniacense, por merced de Alfonso VI en 1073.
Destacó, en especial, por la conservación de las reliquias del mártir alejandrino San Isidoro de Quíos, donadas por García I en el siglo X,convirtiéndose en el principal difusor de su culto y devoción en la Península y el resto de Europa. Dichas reliquias adquirieron fama de milagrosas, no sólo en las comarcas próximas, al considerar al santo como especial protector de campos y cosechas y, en especial, de un gusano denominado "coco" que afectaba a viñas y plantíos. El cenobio se convirtió, por tanto, en un lugar de peregrinaje, donde acudían de diversos lugares de la geografía para pasar agua por la reliquia para su posterior aspersión sobre dichos campos con el fin de prevenir epidemias, hasta la desaparición de dichas reliquias en un incendio durante la Guerra de la Independencia, en 1812. 

## Historia

### Hipótesis sobre su origen

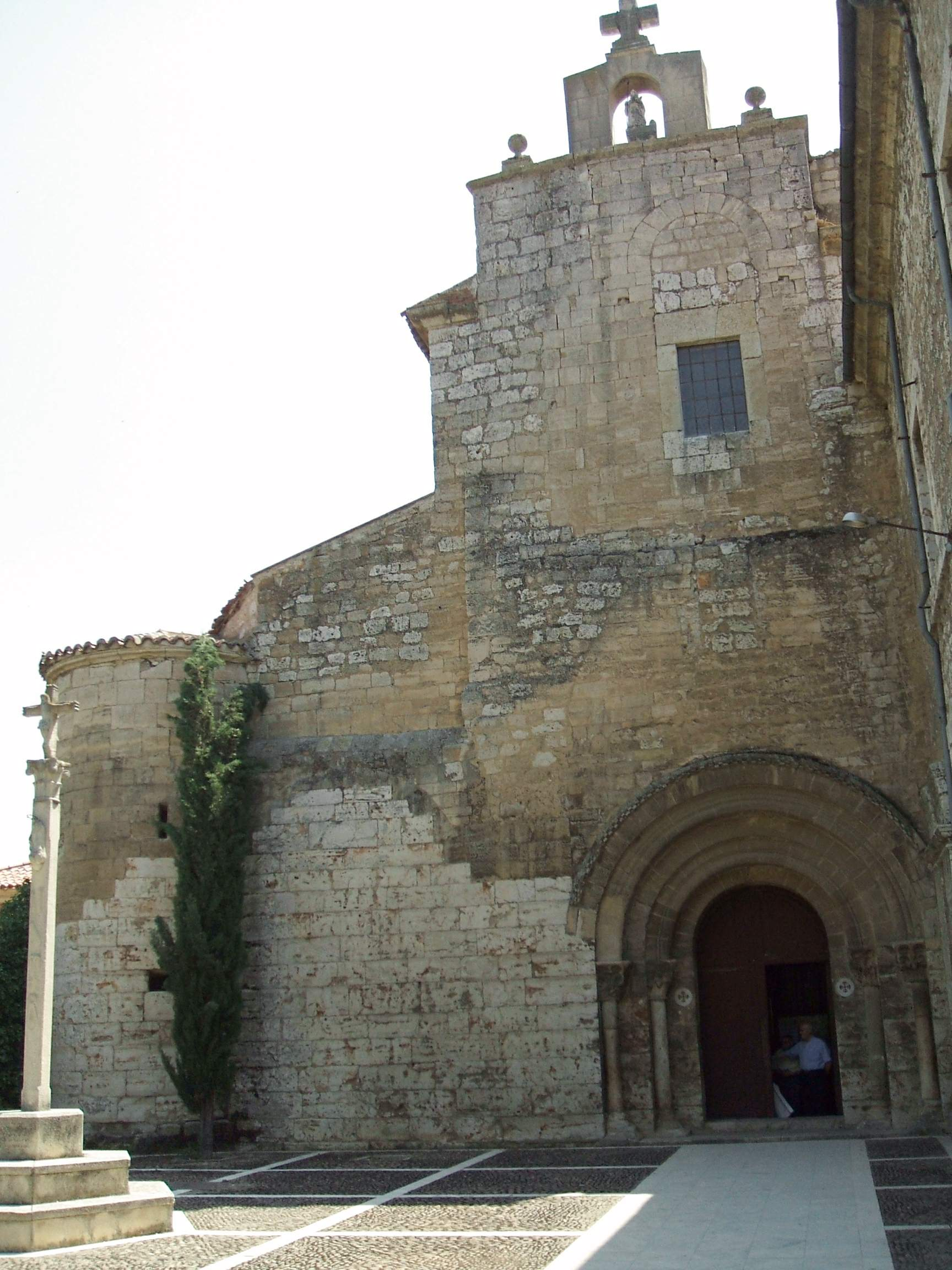
Portada románica del monasterio

Documentalmente, el primer texto que cita este monasterio es un privilegio del rey de León García I, otorgado el 15 de febrero del 911, por el que se deduce que este monarca había donado las reliquias de San Isidoro de Chios, soldado romano martirizado en el 251 en la época del emperador Decio (siglo III).
Sin embargo, la restauración monástica de dicho cenobio había sido realizada ya por su padre Alfonso III el Magno hacia el año 883 cuando repobló toda esta zona, entregándoselo a una comunidad de monjes mozárabes benedictinos procedentes de Córdoba. Vemos así que Alfonso III no funda ex novo el monasterio, sino que como apunta López Serra, se restaura la vida monástica de un cenobio anterior dedicado a San Martín de Tours y ocupado por una comunidad femenina de domnas (monjas) que, probablemente, formaran un monasterio dúplice con el cercano monasterio de San Juan Bautista, fundado por Recesvinto en el 661 d. C.  
Ambos monasterios habrían sido abandonados y parcialmente destruidos por la invasión árabe de la Península en el 711. Concretamente, existe constancia de una razzia en el año 854 d. C., e incluso en el siglo XVII, el cronista Gregorio de Argaiz, al que se le encomendó la continuación de las crónicas de su orden iniciadas por Antonio de Yepes, nos narra un relato teñido de tintes legendarios: 

La abadesa Esmaragda y sus monjas que estaban en el monasterio de San Ysidoro de Dueñas, fueron presas y muertas por los moros y sus cuerpos arrojados en el río Pisuerga, día último de março.

Pese a su abandono y destrucción, poco tiempo después, Alfonso III repoblaría toda la comarca conocida como los Campos Góticos (Tierra de Campos), decidiendo restaurar la vida monástica masculina ya no en San Juan de Baños sino en el antiguo monasterio femenino de San Martín de Tours. El cambio de titularidad al del mártir alejandrino San Isidoro tendría lugar a raíz de la donación de las reliquias del santo por su hijo García I, convirtiéndose en uno de los principales difusores de su culto en la Península. 
Sí se conservó, no obstante, una iglesia dedicada a San Martín dentro del coto redondo perteneciente al monasterio, que ejercía como parroquia de la pequeña población conformada por los diferentes sirvientes y trabajadores que servían a la comunidad monástica. Esta iglesia, seguramente de origen románico (o, incluso, anterior), sobrevivió hasta bien entrado el siglo XX, pues se convirtió también en la parroquia del incipiente núcleo poblacional que se crearía en torno a la estación de tren, próxima al monasterio, que daría lugar a la aparición de Venta de Baños. De hecho, en 1896, el obispo de Palencia, Enrique Almaraz y Santos, aprobó el traslado de la antigua parroquia de San Martín de Tours desde San Isidro de Dueñas a la incipiente Venta de Baños, que posteriormente recibiría la advocación de Santa Rosa de Lima, perdiéndose también la de San Martín. Desconocemos que ocurrió con esta primigenia iglesia, pero seguramente desaparecería afectada por la construcción de la vía férrea que transcurre por las inmediaciones donde se debió ubicar. 
Por el contrario, otros autores como Bishko rechazan el origen visigodo y su posterior restauración mozárabe y consideran que se trata de una fundación de nueva planta en torno al año 900 a través de monjes de las Asturias de Santillana o Liébana que tuvieron contacto con Gascuña y Aquitania en el siglo IX, región por la que se había difundido el culto a San Isidoro.

### Formación del patrimonio monacal (siglosX-XII)
Durante los siglos X y XI fue uno de los principales monasterios del reino, bajo la directa protección y patronazgo de la realeza, que realizó importantes donaciones. Cabe destacar, así, que en torno al propio monasterio se formó un amplio señorío jurisdiccional, conocido como Coto Redondo de San Isidro, sobre el que el abad poseía atribuciones jurisdiccionales. La extensión de este coto es ya delimitada por el primer documento de García I y ampliada por su hijo y sucesor Ordoño II entre el 915 y 919. Abarcaba no solo la aldea que se desarrolló al calor del monasterio, sino todo el terreno situado entre los ríos Carrión y Pisuerga desde su confluencia hasta los términos de Baños y Calabazanos. Limítrofes a este coto se encontraban otras dos propiedades que suponían una ampliación del mismo: la Huelga de Santa María del Remolino, al otro lado del río Pisuerga, frente al monasterio, que se extendía hasta el límite con Tariego, y el llamado Soto Blanco, motivo de disputa con el próximo monasterio de Calabazanos. Asimismo, adquirió también diversos privilegios otorgados por diferentes monarcas, como la potestad otorgada por Alfonso VI en 1076 de pastar con sus rebaños, cortar leña en los montes o extraer piedra de las canteras de los términos de Dueñas y Tariego, eximiéndoles de la realización de velas, guardas y labores en sus castillos, recibiendo también la jurisdicción sobre las aguas del río a su paso por el coto propiedad de monasterio o de la mitad del puente sobre el río Carrión.
Por todo ello, su influencia se extendió rápidamente por las villas y aldeas aledañas, sobre todo en la comarca de El Cerrato palentino y la Tierra de Campos, recibiendo el monasterio de Santa Coloma entre Tariego y Hontoria de Cerrato, a la que pertenece actualmente, por donación de los condes de Monzón, Fernando Ansúrez y su mujer Toda, en 971; la iglesia de San Miguel de Baltanás por Sancho III en 1033; el priorato de Santiago del Val entre Santoyo y Astudillo por Alfonso VI en 1077; el monasterio de San Millán en Soto de Cerrato en 1114; la iglesia y la villa de San Juan de Baños en 1115 y 1117, respectivamente, o la villa de Hontoria de Cerrato y su monasterio de San Miguel (hoy su iglesia parroquial) en 1116 por la reina Urraca I. También poseyó otros bienes más distantes como es el caso del convento de San Miguel de Mediavilla en Medina de Rioseco, fundado por la infanta doña Sancha en 1132, siendo cedido a San Isidro, quienes, en 1424, lo cederían a su vez a censo a una cofradía que se estableció en dicha iglesia, o San Boal del Pinar en Cuéllar, donado por los condes Pedro Ansúrez y su mujer Eylo en 1112.
Es esta primera etapa, este monasterio ostentaba rango abacial, por lo que sus abades eran elegidos por la propia comunidad de monjes cada cuatro años (cuadrienios).

### Etapa cluniacense: reforma románica (1073-1478)

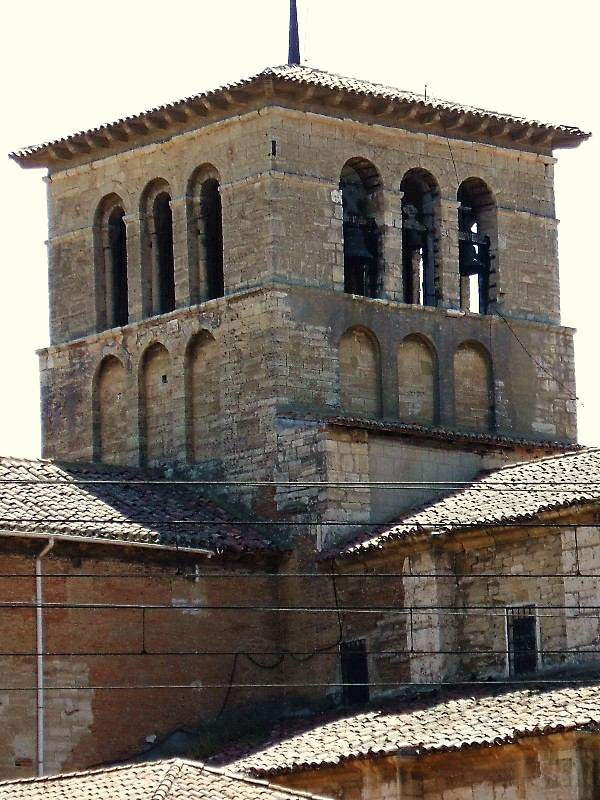
Torre románica del monasterio

El 29 de diciembre de 1073, Alfonso VI de León y Castilla lo donó al monasterio benedictino de Cluny, convirtiéndose en unos de sus prioratos y siendo la primera propiedad de la orden de Cluny en España y foco de los cambios litúrgicos que sustituyeron el antiguo rito visigodo o hispánico por el rito romano. El monasterio se convertiría en el principal monasterio benedictino peninsular hasta que alcanzaron su esplendor los monasterios de San Zoilo en Carrión de los Condesy San Benito el Real de Sahagún, situados en pleno Camino de Santiago y, por tanto, mejor comunicados con Francia. Tres años más tarde, Alfonso concedió al monasterio, descrito como filial de Cluny, los privilegios de cortar leña en las montañas y de pastar sus animales en Dueñas y en Tariego.Durante esta etapa, el monasterio perdió su rango de abadiato y se convirtió en un priorato dependiente de la casa madre de Cluny, por lo que los priores no eran elegidos por los monjes sino que eran directamente designados por el abad de Cluny o por sus representantes en la provincia hispana, renovándose cada cuatro años (cuadrienios).
Será durante esta etapa cuando tenga lugar la reforma del monasterio, en el siglo XI d. C., en un estilo artístico extendido también por toda la Europa occidental, el románico, del que solo se conserva el exterior de la iglesia, portada, cimborrio y cabecera, pero que nos permite constatar que siguió un modelo de influjo francés al igual que otros ejemplos próximos geográficamente como San Martín de Frómista o San Zoilo en Carrión de los Condes. Estas iglesias se caracterizan por una portada flanqueada por dos torres circulares, de las que en el caso de Dueñas solo se conserva una, y que seguramente contaron con un pórtico de acceso, conocidos como galilea o sagrera. La portada principal, situada en el hastial oeste, hacia poniente, ha sufrido diferentes reformas a lo largo de los siglos pero conserva importantes vestigios románicos y se compone de cinco arquivoltas, alternándose las de perfil sencillo con las interiores de doble moldura de baquetón, enmarcadas por un guardapolvo decorado con un ajedrezado jaqués. Cabe destacar los capitales de la portada decorados no solo con motivos vegetales y geométricos sino también un interesante capitel historiado que representa dos de los pecados capitales la avaricia en forma de un hombre de cuclillas con una bolsa colgada al cuello que aparece junto con una figura desnuda que lo señala y la lujuria a través de una figura femenina con serpientes que le muerden los pechos. El cimborrio es una torre-campanario, características también de esta centuria y los tres ábsides son semicirculares, carentes de decoración y con pequeños ventanales. El interior de la iglesia también se ha visto fuertemente modificado, aunque conserva la planta basilical de tres naves de 46 metros de longitud por 17 de anchura, con transepto marcado en planta y cabecera de tres ábsides con presbiterio. Se encuentra divida en seis tramos que cubren con bóvedas de cañón con lunetos, fruto de la reforma de principios del siglo XVII, cuyo peso descansa sobre pilares cruciformes.

### Crisis bajomedieval y reforma monástica: dependencia de San Benito el Real de Valladolid (1478-1808)

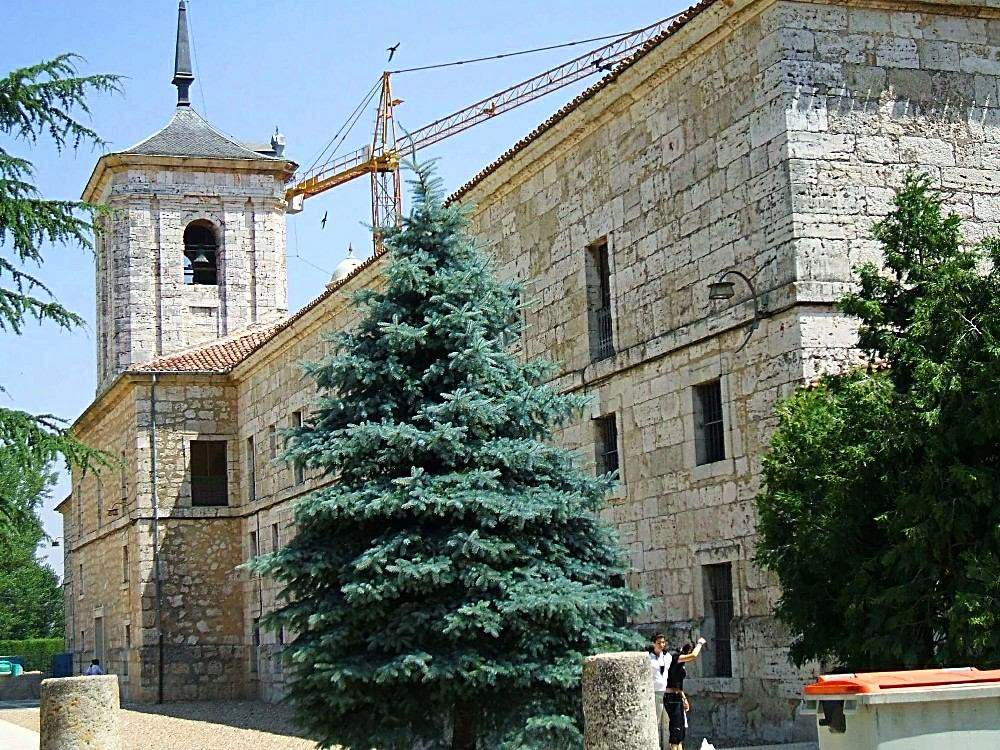
Fachada principal

Al igual que el resto de monasterios peninsulares, sufrió una profunda decadencia en la etapa bajomedieval, en especial en el siglo XIV, cuando los informes de los visitadores nombrados por Cluny nos permiten conocer la precaria situación en la que se llegó a encontrar tanto por la venta y enajenación de su patrimonio como por la relajación en la observancia de la disciplina religiosa. Finalmente, en el siglo XV, se produjo una renovación y restauración promovida por los Reyes Católicos y, en 1478, por bula papal de Sixto IV, el monasterio fue separado de la obediencia a Cluny, uniéndose a la observancia de San Benito el Real de Valladolid, que se había constituido como la cabeza de la orden benedictina en Castilla. 
Se consigue así una nueva etapa de esplendor y prosperidad; recupera su rango abacial y los abades vuelven a ser elegidos por la comunidad de monjes cada cuatro años (cuadrienios). Dicho abad, además, ostentaba el privilegio de utilizar los llamados pontificales, es decir, los objetos distintivos que identifican al pontífice y que aparecen relacionados en los diferentes inventarios: una mitra de raso bordada, un báculo de plata rematado con la figura de un San Isidoro, un anillo de plata sobredorada, un pectoral de bronce sobredorado con piedras, así como una casulla de raso blanco, zapatos, medias y guantes.  
A finales del siglo XVI se iniciaron una serie de reformas en el monasterio que se vieron afectadas por el incendio de 1604. Tenemos constancia, por ejemplo, de las reformas acometidas en las celdas y el refectorio en 1592-1595 según las trazas dadas por Juan de la Lastra, natural de Argoños, y Felipe de la Cajiga. El mismo Juan de la Lastra se hizo cargo de obras de reconstrucción tras el incendio de 1604, siendo sustituido tras su fallecimiento hacia 1619 por Bartolomé de Cabanzo, natural de Noja. 
En la primavera de 1604 se vio afectado por un devastador incendio que arrasó gran parte de las dependencias conventuales, a excepción del exterior de la iglesia, y que tuvo lugar justo antes de iniciarse el abadiato del famoso cronista de Felipe III, fray Prudencio de Sandoval, quien dirigió los designios del convento entre 1604 y 1607, teniendo que hacer frente a este duro contratiempo, siendo nombrado posteriormente obispo de Tuy (1608) y de Pamplona (1612). Tras el incendio, se llevó a cabo la gran reforma clasicista, cuyo edificio es el que podemos contemplar hoy en día. Cuenta, así, con una planta rectangular articulada en torno a dos claustros separados por la estancia destinada a refectorio. La fachada principal abre a poniente y se trata de una sobria fachada sin ningún tipo de decoración. La entrada principal se encuentra en el centro de dicha fachada, carente también de decoración, destacando únicamente por sobresalir del resto de la construcción y contar con una torre campanario de planta cuadrada que remata en un estilizado chapitel, característicos de este estilo arquitectónico. Asimismo, en el interior de la iglesia, el fuego quemó completamente la techumbre de la nave mayor, por lo que fue preciso rehacer la cubierta, cubriendo la nave con una bóveda de cañón con lunetos y una cúpula de paños sobre el crucero.

### Exclaustraciones y restauración monástica: etapa cisterciense (1808-actualidad)
En el siglo XIX, se vio afectado por la ocupación de tropas francesas en la guerra de la Independencia española, siendo exclaustrados los monjes el 12 de noviembre de 1808 con la llegada de las tropas del general Milhaud, siendo destinado a cuartel. Es también en este periodo cuando se perdieron las famosas reliquias de San Isidoro de Quíos, víctimas de un incendio causado por las tropas francesas en 1812 en la iglesia parroquial de Tariego de Cerrato, donde habían sido trasladadas en 1807 precisamente para intentar protegerlas de las tropas napoleónicas. A partir de la pérdida de las famosas reliquias, la localidad de Dueñas empezó a acudir para bendecir el agua con el que proteger sus campos a la basílica navarra de San Gregorio Ostiense. 
Pese a que el 8 de junio de 1814 se recuperó la vida monástica, iniciándose una importante labor de reconstrucción del monasterio, ya que se encontraba bastante maltratado por el paso de las tropas napoleónicas, la comunidad religiosa fue de nuevo exclaustrada durante el breve lapso del Trienio Liberal (1820-1823). Finalmente, fue definitivamente abandonado por los monjes benedictinos como consecuencia de la desamortización de Mendizábal de 1835.
Tras más de medio siglo abandonado, en 1890 sería comprado por los Cistercienses de la Estrecha Observancia, con origen en Francia, reinstaurando la vida monástica en 1891 por monjes provenientes de la abadía francesa de Sainte-Marie du Désert, en Bellegarde-Sainte-Marie, cerca de Toulouse, casa madre de este monasterio, actualmente reconvertido en un complejo hotelero.
Tiene importantes elementos del románico, aunque la mayoría del complejo corresponde a la reconstrucción siglo XVII. Destaca la portada de la iglesia, el resto más importante del antiguo monasterio románico, la torre y algunos capiteles en el interior de la iglesia, del mismo estilo, de finales del siglo XI o principios del siglo XII.
En este monasterio está enterrado San Rafael Arnáiz Barón, monje cisterciense del primer tercio del siglo XX, canonizado por Benedicto XVI en 2009 y a quien está dedicada una capilla.
El monasterio se conoce popularmente como «La Trapa», y es reconocido como lugar de recogimiento y por su receta en la elaboración del chocolate, labor que ya no desempeña desde el año 1960, cuando se realizó la venta de la fábrica (véase también: Historia del chocolate en España).